# Rimbach (Hesse)
Pour les articles homonymes, voir Rimbach.
Rimbach est une commune de Hesse (Allemagne), située dans l'arrondissement de la Bergstraße, dans le district de Darmstadt.